# Dinosaurus!
Dinosaurus! – amerykański film science fiction z 1960 roku w reżyserii Irvina S. Yeawortha Jr. na podst. pomysłu Jack H. Harrisa, producenta filmu.

## Fabuła
Amerykański zespół inżynierów kierowany przez Barta Thompsona buduje port na jednej karaibskiej wyspie. Mike Hacker, autorytarny i konfliktowy zarządca wyspy ma z zespołem złe stosunki i stara sabotować ich pracę. Betty, dziewczyna Barta chcąc wydobyć wyrzucone za burtą jedzenie dla robotników natrafia na potwora pod wodą. Początkowo nikt jej nie wierzy, kiedy przypadkowo odkryte są dwa dinozaury, które przez miliony lat były zamrożone w stanie uśpienia. Są to brontozaur i tyranozaur. Hacker rozkazuje je natychmiast wydobyć, lecz Bart pisze podanie do gubernatora o przysłanie paleontologów z Smithsonian Institution. Niechętnie daje je do przekazania Hackerowi, który świadomie nie wywiązuje się z obowiązku.
Zamrożone dinozaury zostają wydobyte z wody i zachowane są w tak dobrym stanie, że małoletni podopieczny Hackera – Latynos Julio bierze je za żywe. Hacker w tym czasie nad brzegiem oceanu znajduje zachowane zwłoki jaskiniowca i ukrywa je, by mieć osobiste korzyści majątkowe. Burzliwej nocy, w kantynie Julio mający dobry kontakt z Bartem i jego ludźmi zostaje skarcony przez Hackera, który traktuje go bardziej jak służącego, wobec czego Julio ucieka z kantyny. Stający w obronie chłopca Thompson biegnie za nim, nie chcąc by stała się mu krzywda. Tymczasem dinozaury uderzone piorunem wracają do życia, prowadząc do śmierci nadzorującego ich O’Leary’ego i wybuchu dynamitu. Przebudzony jest także jaskiniowiec. Bywalcy wyspy widząc brak dinozaurów, pozostawione przez nie zniszczenia oraz nieznane głosy szybko łączą fakty i zastanawiają się nad obroną. Co gorsza burza przerwała dostawy prądu na wyspie.
Chuck, asystent Barta wpada na pomysł, by wykorzystać starą fortecę z czasów kolonialnych jako obronę przed dinozaurami i schronienie na wyspiarzy. Hacker wymiguje się od pomocy tłumacząc chęcią znalezienia Julia, a w rzeczywistości jaskiniowca. Ten znajduje się w domu matki Betty, która ucieka przed nim w popłochu. Do tego samego domu dociera Julio, który zaprzyjaźnia z oszołomionym nowoczesnością jaskiniowcem. Obydwaj w porę umykają Hackerowi i jego sługusom. Bart z Betty i Dumpym trafiają do jej domu, gdzie poprzez walkie-talkie dowiadują się o jaskiniowcu od matki Betty będącej w fortecy. Zauważają Julia i jaskiniowca robiących sobie przejażdżkę na brontozaurze, z którym się zaprzyjaźnili. Jaskiniowiec ratuje Betty przed wygłodniałym tyranozaurem.
Dochodzi do walki tyranozaura z brontozaurem, podczas gdy Betty, Julio i jaskiniowiec chowają się w opuszczonym szybie kopalni. Po tym, jak tyranozaur zabija brontozaura, gryząc go w szyję, zauważa ludzi ukrywających się w kopalni i zaczyna wściekle do niej dobierać. Bart i Dumpy starają się odpędzić tyranozaura, obrzucając go koktajlami Mołotowa. Tymczasem wystawiony przez swych przerażonych sługusów Hacker sam wdziera się po linie do kopalni, by dopaść jaskiniowca. Jako, że lina spadła, jedyne wyjście prowadzi przez tyranozaura i Hacker zamierza wykorzystać Julia jako przynętę dla bestii, by reszta mogła wyjść. Gdy tyranozaur coraz bardziej naciera na kopalnię powodując jej niestabilność Hacker ucieka w popłochu, lecz ginie od spadających kamieni. Gdy Bart wchodzi, by uratować Julio i innych, jaskiniowiec poświęca się, trzymając zapadającą się belkę, aby opóźnić całkowite zapadnięcie się szybu kopalni i umożliwić innym ucieczkę.
Brontozaur, wciąż żywy, przypadkowo wpada w ruchome piaski, które go pochłaniają. W międzyczasie wyspiarze przygotowują się do obrony w fortecy. Wykorzystują fosę, by ochroniła ich przed tyranozaurem wypełniona pierścieniem płonącego paliwa. By upewnić się, że tyranozaur nie dostanie się do środka, Bart stawia czoła bestii za sterami koparki. Pojedynkują się na skraju klifu i po zaciętej walce tyranozaur zostaje zrzucony do wody i tonie, co kończy terror na wyspie. Przybywa też wyczekiwany pocztowiec. Gdy Julio pyta się czemu jaskiniowiec musiał umrzeć, Bart wyjaśnia mu, że jaskiniowiec był niczym Rip Van Winkle i znalazł się w świecie tak zmienionym, że już do niego nie należał. Pogodzony z tym Julio mimo to wyraża chęć poznania nowego świata, gdyby analogicznie zbudziłby się w XXI wieku.

## Obsada
- Ward Ramsey – Bart Thompson
- Kristina Hanson – Betty Piper
- Paul Lukather – Chuck
- Alan Roberts – Julio
- Fred Engelberg – Mike Hacker
- Gregg Martell – Neandertalczyk
- Wayne C. Treadway – Dumpy
- Lucita Blain – Chica
- Howard Dayton – Mousey
- Jack Younger – Jasper
- James Logan – T.J. O’Leary
- Wilhelm Samuel – mieszkaniec miasta
- Jack H. Harris – turysta

## Produkcja
Dystrybutor Jack H. Harris mający umowę dystrybucyjną z Universal International Pictures zdecydował nakręcenie się filmu o dinozaurach, jednak nie chciał umieszczać akcji w prehistorii i głównym założeniem było starcie i konflikt dinozaurów ze współczesnością. Dinosaurus! był drugim po Blobie, zabójcy z kosmosu wspólnym obrazem dystrybutora Jacka H. Harrisa i specjalizującego się w kinie religijnym Irvina S. Yeawortha Jr. Założeniem Harrisa było uczynienie obrazu bardziej przyjaznym dzieciom i w tym celu przycinał „seks i wolność”, gdyż według niego „nadmierne podkreślanie tych dwóch elementów było główną przyczyną spadku popularności filmów science fiction”.
Główna rola była przeznaczona dla Steve’a McQueena, który dwa lata wcześniej zagrał Blobie, zabójcy z kosmosu, jednak trudna praca z aktorem spowodowała, że Harris zrezygnował z jego usług.
Część filmu kręcono w plenerze. Niektóre zdjęcia plenerowe miały miejsce na wyspie St. Croix na Wyspach Dziewiczych Stanów Zjednoczonych. Dinozaury zostały sfilmowane za pomocą animacji poklatkowej oraz marionetkami w zbliżeniach. Ekipa efektów specjalnych składała się z Tima Barra, Waha Changa i Gene’a Warrena. Za wykonanie modeli odpowiadał Marcel Delgado. Łącznie z postprodukcją zdjęcia były nakręcone w sześć tygodni.
Podczas pracy nad efektami specjalnymi ekipa wykorzystała swój model brontozaura i miniaturowy zestaw dżungli do nakręcenia ujęcia do odcinka serialu telewizyjnego Strefa mroku pt. „The Odyssey of Flight 33” .
Zabawkowe dinozaury, które Julio pokazuje wszystkim w kantynie, to plastikowe figurki brontozaura i tyranozaura wykonane przez Marx Toys .

## Premiera
Film miał swoją premierę 24 czerwca 1960 w Joy Theatre w Nowym Orleanie, a następnie został otwarty w Cincinnati, Hartford, Providence, Springfield, Worcester, Cedar Rapids, Baton Rouge i Shreveport.

## Odbiór
Howard Thompson z The New York Times napisał: „Jeśli kiedykolwiek pojawiła się zmęczona, syntetyczna, wlejąca się próbka śmieci filmowych, to jest to „epicka” o dwóch prehistorycznych zwierzętach, które niektórzy inżynierowie na wyspie wyciągnęli z podwodnego zamrażalnika”.
Film został zaadaptowany przez Dell Publications na komiks o tej samej nazwie.
28 sierpnia 2014 została sparodiowana przez RiffTrax, program wyśmiewający słabe produkcje filmowe.

## Odniesienia w kulturze popularnej
- Ryki tyranozaura były wielokrotnie używane dla stworzeń w serialu telewizyjnym Po tamtej stronie.
- Ujęcie tyranozaura zostało wykorzystane do odcinka serialu telewizyjnego Wyspa Gilligana pt. „The Secret of Gilligan’s Island”, w którym Gilligan śni, że rozbitkowie są jaskiniowcami żyjącymi na wyspie w epoce kamienia łupanego.
- W odcinku antologii telewizyjnej ABC Afterschool Specials pt. „Pssst! Hammerman’s After You!” w opuszczonym kinie wisi plakat filmu.
- W filmie komediowym grozy Shlock tytułowy małpolud ogląda w kinie fragmenty filmu; z kolei na korytarzu kinowym wisi podwójny plakat Dinosaurus! i Blob, zabójcy z kosmosu.
- W filmie krótkometrażowym Nail plakat filmu wisi w ramie.